# Zdzisław Cyankiewicz
Zdzisław Cyankiewicz, dit Cyan né le 18 août 1912 à Czechowice et mort le 4 février 1981  à Paris est un peintre polonais.

## Biographie
Zdzisław Cyankiewicz est le fils de Stanislas Cyankiewicz et Maria Microcha.
En 1937, boursier de l'Académie des Beaux-Arts de Cracovie où il a étudié avec Józef Mehoffer et Władysław Jarocki, il se rend à Paris et prend contact avec la communauté polonaise de l’École de Paris, dirigée par Jan Wacław Zawadowski. Il peint des portraits, dont de nombreux autoportraits, paysages, compositions figuratives, nus, natures mortes et paysages, mais aborde également les sujets faisant référence au folklore polonais ou aux paysages indigènes. Engagé dans l'armée française lors de la Seconde Guerre mondiale, au sein de laquelle il est sous-officier, il est fait prisonnier à Bagrationovsk. Lors de son séjour au stalag, il réalise une série de portraits de compagnons et de miniatures représentant des scènes de la vie du camp. 
Il expose au Salon d'hiver de 1947. En 1949, il expose ses œuvres au salon des Artistes en exil. En 1951, il prend la tête de l'Association des artistes polonais en France. 
En 1952, reçoit en donation le masque posthume de Frédéric Chopin par Auguste Clésinger.
Il épouse la pianiste chinoise Ting Tien Elly The. Il pratique alors la céramique, le collage, la sculpture et la peinture murale.
Il réside rue Saint-Dominique à Paris, où il meurt le 4 février 1981.

## Expositions
- Galerie Charpentier 1961, Grand Palais 1975, Salon d'Automne 1976, Bilan de l'Art Contemporain 1979[4].